# Мартинес, Блейк
Блейк Эдмон Мартинес (англ. Blake Edmon Martinez; 9 января 1994, Тусон, Аризона) — профессиональный американский футболист, лайнбекер. На студенческом уровне играл за команду Стэнфордского университета. На драфте НФЛ 2016 года был выбран в четвёртом раунде. В НФЛ выступал за клубы «Грин-Бэй Пэкерс», «Нью-Йорк Джайентс» и «Лас-Вегас Рэйдерс».

## Биография
Блейк Мартинес родился 9 января 1994 года в Тусоне. Один из четырёх детей в семье Марка и Кариссы Мартинесов. В 2008 и 2009 годах он учился в старшей школе Маунтин-Вью, затем в школе Санта-Рита. Последний год он провёл в школе Каньон-дель-Оро, занимался футболом, баскетболом и волейболом. В составе футбольной команды Мартинес играл лайнбекером, тайт-эндом и раннинбеком. Дважды его признавали лучшим защитником южной Аризоны.

### Любительская карьера
В 2012 году он поступил в Стэнфордский университет, тогда же дебютировал в турнире NCAA. В своём первом сезоне Мартинес сыграл за команду четырнадцать матчей, в том числе принимал участие в Роуз Боуле. В 2013 году он принял участие в десяти играх, сделав в них одиннадцать захватов. Вместе с командой Мартинес стал победителем турнира конференции Pac-12.
Сезон 2014 года он начал игроком стартового состава, сыграл за «Стэнфорд Кардинал» тринадцать матчей и стал лидером команды по количеству сделанных захватов. Перед началом последнего сезона в колледже Мартинеса включали в число претендентов на Бронко Нагурски Эворд и Чак Беднарик Эворд, призы лучшему защитнику студенческого футбола. Он сыграл в четырнадцати матчах команды, второй год подряд став лучшим по количеству сделанных захватов. По итогам сезона Мартинес был включён в состав сборной звёзд конференции.

#### Статистика выступлений в NCAA
| Сезон | Команда           | Игры | Захваты | Захваты | Захваты | Захваты | Захваты | Перехваты | Перехваты | Перехваты | Перехваты | Перехваты | Фамблы | Фамблы | Фамблы | Фамблы |
| Сезон | Команда           | Игры | Solo    | Ast     | Tot     | Loss    | Sk      | Int       | Yds       | Y/R       | TD        | PD        | FR     | Yds    | TD     | FF     |
| ----- | ----------------- | ---- | ------- | ------- | ------- | ------- | ------- | --------- | --------- | --------- | --------- | --------- | ------ | ------ | ------ | ------ |
| 2012  | Стэнфорд Кардинал | 14   | 2       | 1       | 3       | 0,0     | 0,0     | 0         | 0         | 0,0       | 0         | 0         | 0      | 0      | 0      | 0      |
| 2013  | Стэнфорд Кардинал | 10   | 8       | 4       | 12      | 0,0     | 0,0     | 1         | 0         | 0,0       | 0         | 0         | 0      | 0      | 0      | 1      |
| 2014  | Стэнфорд Кардинал | 13   | 54      | 48      | 102     | 7,0     | 4,5     | 3         | 2         | 0,7       | 0         | 0         | 0      | 0      | 0      | 3      |
| 2015  | Стэнфорд Кардинал | 14   | 75      | 63      | 138     | 6,5     | 2,0     | 1         | 10        | 10,0      | 0         | 6         | 0      | 0      | 0      | 1      |
| Всего | Всего             | 51   | 139     | 116     | 255     | 13,5    | 6,5     | 5         | 12        | 2,4       | 0         | 6         | 0      | 0      | 0      | 5      |

### Профессиональная карьера
Перед драфтом НФЛ 2016 года достоинствами Мартинеса называли его способность сыграть внутренним и внешним лайнбекером в схеме 4—3 или занять место одного из центральных лайнбекеров в схеме 3—4, выделяли его игровую дисциплину, психологическую устойчивость, умение действовать в прикрытии и хорошую скорость. К недостаткам относили не лучшую игру на захватах, невысокую эффективность как пас-рашера. Сайт Bleacher Report прогнозировал ему выбор в пятом раунде и роль игрока второго плана в одной из команд лиги.
В четвёртом раунде драфта Мартинес был выбран клубом «Грин-Бэй Пэкерс». Он ярко проявил себя во время предсезонных сборов, удостоившись высокой оценки от координатора защиты команды Дома Кейперса и других членов тренерского штаба. В регулярном чемпионате Мартинес стал одним из самых универсальных игроков защиты «Пэкерс», выходя на поле при выносных и пасовых розыгрышах. Всего он сыграл в тринадцати матчах, девять из которых начал в стартовом составе. Три игры он пропустил из-за травмы колена. Сайт Pro Football Focus за действия против выноса поставил Мартинесу 76 баллов, игру против пасового нападения оценили в 41,7 балла. По общей оценке он занял 68 место в лиге. По итогам сезона 2017 года он стал одним из лидеров лиги по количеству сделанных захватов, но по-прежнему испытывал трудности в игре в прикрытии. Аналитик Боб Макгинн отметил, что Мартинес стал худшим лайнбекером НФЛ по количеству пропущенных розыгрышей на 20 и более ярдов. Кроме 144 сделанных захватов, он допустил 22 ошибки — этот показатель стал худшим для «Пэкерс» с 2000 года. В 2018 году он повторил свой результат по числу захватов, став вторым в НФЛ, и занял второе место среди игроков команды по числу сделанных сэков. Обозреватель сайта лиги Джереми Бергман включил Мартинеса в десятку лучших игроков, которые были получены командами благодаря компенсационным выборам на драфте. По оценкам сайта Pro Football Focus он стал семнадцатым среди всех лайнбекеров лиги.
В регулярном чемпионате 2019 года Мартинес сыграл во всех шестнадцати матчах «Пэкерс», обновив личный рекорд по количеству сделанных захватов. Надёжность его игры в прикрытии оставалась невысокой, он позволял принимающим соперника ловить мячи в 83 % случаев и пропустил 570 ярдов. Одной из причин этого называлась схема игры команды в защите, при которой Мартинесу чаще приходилось играть персонально. После завершения сезона он получил статус свободного агента и подписал трёхлетний контракт на 30,75 млн долларов с клубом «Нью-Йорк Джайентс». В 2020 году в составе команды он играл в зонной защите, войдя в тройку лучших игроков НФЛ по количеству остановок нападения соперника с потерей ярдов. Мартинес вынудил оппонентов совершить несколько потерь, демонстрировал хорошее видение поля и реакцию. В персональном прикрытии он сыграл 110 розыгрышей, допустив восемь приёмов мяча при двенадцати передачах в его направлении. В регулярном чемпионате 2021 года он сыграл за команду в трёх матчах, проведя на поле 131 снэп. В игре третьей недели против «Атланты» Мартинес порвал крестообразные связки колена и выбыл из строя до конца сезона.
Летом 2022 года Мартинес сыграл за «Джайентс» в двух предсезонных матчах, но перед стартом регулярного чемпионата был отчислен. Причинами такого решения стали желание сократить платёжную ведомость, а также смена руководства клуба. В октябре он был зачислен в тренировочный состав «Лас-Вегас Рэйдерс», а затем пробился в основной состав команды, но менее чем через месяц Мартинес объявил о завершении спортивной карьеры.

#### Статистика выступлений в НФЛ

##### Регулярный чемпионат
| Сезон | Команда           | Игры | Захваты | Захваты | Захваты | Захваты | Захваты | Перехваты | Перехваты | Перехваты | Перехваты | Перехваты | Фамблы | Фамблы | Фамблы | Фамблы |
| Сезон | Команда           | Игры | Solo    | Ast     | Tot     | Loss    | Sk      | Int       | Yds       | Y/R       | TD        | PD        | FR     | Yds    | TD     | FF     |
| ----- | ----------------- | ---- | ------- | ------- | ------- | ------- | ------- | --------- | --------- | --------- | --------- | --------- | ------ | ------ | ------ | ------ |
| 2016  | Грин-Бэй Пэкерс   | 13   | 47      | 22      | 69      | 4       | 1,0     | 1         | 4         | 4,0       | 0         | 4         | 0      | 0      | 0      | 0      |
| 2017  | Грин-Бэй Пэкерс   | 16   | 96      | 48      | 144     | 10      | 1,0     | 1         | 3         | 3,0       | 0         | 8         | 2      | 0      | 0      | 1      |
| 2018  | Грин-Бэй Пэкерс   | 16   | 91      | 53      | 144     | 10      | 5,0     | 0         | 0         | 0,0       | 0         | 3         | 0      | 0      | 0      | 0      |
| 2019  | Грин-Бэй Пэкерс   | 16   | 97      | 58      | 155     | 5       | 3,0     | 1         | 22        | 22,0      | 0         | 2         | 0      | 0      | 0      | 1      |
| 2020  | Нью-Йорк Джайентс | 16   | 86      | 65      | 151     | 9       | 3,0     | 1         | 2         | 2,0       | 0         | 5         | 1      | 0      | 0      | 2      |
| 2021  | Нью-Йорк Джайентс | 3    | 11      | 12      | 23      | 1       | 0,0     | 0         | 0         | 0,0       | 0         | 0         | 0      | 0      | 0      | 0      |
| 2022  | Лас-Вегас Рэйдерс | 4    | 14      | 6       | 20      | 0       | 0,0     | 0         | 0         | 0,0       | 0         | 0         | 0      | 0      | 0      | 0      |
| Всего | Всего             | 84   | 442     | 264     | 706     | 39      | 13,0    | 4         | 31        | 7,8       | 0         | 22        | 3      | 0      | 0      | 4      |

##### Плей-офф
| Сезон | Команда         | Игры | Захваты | Захваты | Захваты | Захваты | Захваты | Перехваты | Перехваты | Перехваты | Перехваты | Перехваты | Фамблы | Фамблы | Фамблы | Фамблы |
| Сезон | Команда         | Игры | Solo    | Ast     | Tot     | Loss    | Sk      | Int       | Yds       | Y/R       | TD        | PD        | FR     | Yds    | TD     | FF     |
| ----- | --------------- | ---- | ------- | ------- | ------- | ------- | ------- | --------- | --------- | --------- | --------- | --------- | ------ | ------ | ------ | ------ |
| 2016  | Грин-Бэй Пэкерс | 3    | 4       | 1       | 5       | 1       | 0,0     | 0         | 0         | 0,0       | 0         | 0         | 0      | 0      | 0      | 0      |
| 2019  | Грин-Бэй Пэкерс | 2    | 13      | 6       | 19      | 0       | 0,0     | 0         | 0         | 0,0       | 0         | 0         | 0      | 0      | 0      | 0      |
| Всего | Всего           | 5    | 17      | 7       | 24      | 1       | 0,0     | 0         | 0         | 0,0       | 0         | 0         | 0      | 0      | 0      | 0      |

### Вне поля
С шести лет Мартинес является заядлым коллекционером карт Pokémon. В начале 2021 года он вместе с другим бывшим игроком НФЛ Кассиусом Маршем стал совладельцем магазина коллекционных карточных игр в Калифорнии.